# Bealanana
Bealanana es una ciudad en la provincia de Mahajanga, Madagascar. 
Bealanana es una ciudad y comuna (malgache: kaominina) en el oeste de Madagascar. Pertenece al distrito de Bealanana, que es parte de una región de Sofía en la provincia de Mahajanga. La población de la comuna se estimó en unos 14.000 habitantes en el censo del año 2001.
Bealanana es servida por un aeropuerto local. Además de la enseñanza primaria, la ciudad ofrece la educación secundaria, tanto en los niveles superiores y subalternos. La ciudad proporciona el acceso a los servicios hospitalarios a sus ciudadanos.
La mayoría del 92% de la población de la comuna son agricultores, mientras que un 1% recibe su sustento de la cría de animales. El cultivo más importante es el arroz, mientras que otros productos importantes son la caña de azúcar, maíz y cebolla. Los servicios dan empleo de 6% de la población. Además, la pesca emplea 1% de la población.